# Elfie Siegl
Elfie Siegl (* 17. Dezember 1947 in Bremen-Farge) ist eine deutsche Journalistin und Buchautorin mit dem Schwerpunkt: ehemalige Staaten der Sowjetunion sowie Russland und Osteuropa.
Sie arbeitete als Auslandskorrespondentin in Moskau: von 1981 bis 1992 beim RIAS Berlin, 1992 bis 2003 als Wirtschaftskorrespondentin der Frankfurter Allgemeinen Zeitung (FAZ) und anschließend als freie Journalistin. Siegl trug mit ihrer journalistischen Arbeit zur Völkerverständigung bei, indem sie viele Aspekte der sowjetischen/russischen Lebensweise erklärte und versuchte, politische und wirtschaftliche Entwicklungen einzuordnen.

## Ausbildung
Elfie Siegl besuchte von April 1958 bis November 1966 das Gerhard-Rohlfs-Gymnasium (heute Gerhard-Rohlfs-Oberschule) der Freien Hansestadt Bremen. Im Jahr 1966 absolvierte sie einen vierwöchigen Lehrgang als Schwesternhelferin und war daraufhin im Jahr 1967 sechs Monate lang als Schwesternhelferin im Krankenhaus Bremen-Nord tätig.
Im Anschluss an ihre Zeit als Schwesternhelferin begann Elfie Siegl Publizistik, Germanistik und Slawistik an der Freien Universität Berlin zu studieren. Im Jahr 1972 ging sie zum Auslandsstudium an die Universität Zürich.
Vom 14. März 1974 bis zum 14. August 1974 nahm sie  an einem Austauschprogramm des Osteuropainstituts der Freien Universität Berlin teil, das zwei West-Berliner Studierenden die Möglichkeit bot, Erfahrungen an der Staatlichen Universität Leningrad (heute Staatliche Universität Sankt Petersburg) zu sammeln.
Dort begegnete sie Walter Gerhard, dem stellvertretenden Chefredakteur des RIAS (Rundfunk im amerikanischen Sektor), der ihr nach Abschluss ihres Studiums im Januar 1975 ein dreimonatiges Praktikum beim RIAS ermöglichte.

## Karriere
Erste Praxiserfahrungen im Journalismus sammelte Siegl bereits während ihres Studiums. Ihren ersten Artikel veröffentlichte sie am 14. März 1968 in der Zeitung Der Abend. Sie befasste sich vorwiegend mit Themen aus ihrem studentischen Umfeld.
Zu Beginn ihrer Karriere beschäftigte sie sich dann mit der 1968 vorherrschenden Kritik am Vietnamkrieg sowie mit der 68er-Bewegung und weiteren gesellschaftlichen Themen im Berliner Raum.

### RIAS Berlin
Nach ihrem dreimonatigen Praktikum arbeitete Siegl von 1975 bis 1981 als Redakteurin in der Abteilung Ostpolitik beim RIAS Berlin. Außerdem war sie als Reisekorrespondentin in der DDR unterwegs und half ehrenamtlich in der Evangelischen Akademie Westberlin (heute Evangelische Akademie zu Berlin), Tagungen zum Thema Sowjetunion zu gestalten, und führte dort viele Interviews.
Von Dezember 1981 bis August 1992 arbeitete sie als Auslandskorrespondentin für den RIAS in Moskau. Gleichzeitig berichtete sie für verschiedene Zeitungen, unter anderem die Frankfurter Rundschau, die Westdeutsche Allgemeine Zeitung, die Hannoversche Allgemeine Zeitung und den Züricher Tagesanzeiger, über Moskau und die Sowjetunion.
Neben Themen wie Glasnost und Perestroika beschäftigte sie sich auch mit der Dissidentenbewegung, dem Reaktorunglück in Tschernobyl und dem alltäglichen Leben in Moskau. 1980 berichtete sie für das ARD-Hörfunkstudio über die Olympischen Sommerspiele in Moskau.

### FAZ
Nach ihrer Arbeit für den RIAS übernahm sie von September 1992 bis Juni 2003 die Wirtschaftskorrespondenz der FAZ in Moskau. Sie wurde Mitglied in der Deutschen Gesellschaft für Osteuropakunde e.V. (DGO), außerdem gehörte sie 1993 zu den Gründungsmitgliedern des Deutsch-Russischen Forums, das sie 2015 wieder verließ, da das Forum laut Auffassung Siegls eine zu Putin-nahe Politik vertrat.
Für die FAZ schrieb sie über tagesaktuelle Themen, für die Rubrik Menschen und Wirtschaft, für die Sportsparte, den Bereich Politik und das Feuilleton. Für das FAZ-Magazin verfasste sie bis 1999 Reportagen über russische Regionen, Sozialpolitik, Einzelpersonen, Kultur und die lokale Wirtschaft.
Nach Ende ihrer Arbeit bei der FAZ im Jahr 2003 arbeitete sie als freiberufliche Journalistin, führte Interviews für weitere Publikationen und trat als Russlandexpertin in Gesprächen mit der ARD und dem Deutschlandfunk auf.

### Leben in Russland
Elfie Siegl berichtete nicht nur über Politik und Wirtschaft, sondern widmete sich in ihrer Kolumne Ein Brief aus Moskau Erzählungen aus ihrem eigenen Leben. Dabei beschrieb sie unter anderem ihre Arbeit als ausländische Journalistin und ihr Leben in Moskau. Sie schildert darin zum Beispiel die Behinderung der Arbeit westlicher Journalisten durch KGB-Beamte sowie die Schwierigkeit, als ausländische Journalistin durch Russland zu reisen. Zu Beginn der Gorbatschow-Zeit gehörte Siegl in Moskau zu den Mitinitiatoren des Interessenverbandes „Assoziation ausländischer Korrespondenten“ (Assoziazija inostrannych korrespondentow – AIK) und arbeitete dort viele Jahre im Vorstand mit. Zu den Schwerpunkten der Arbeit der AIK gehörten die Verbesserung der Wohn- und Arbeitssituation ausländischer Korrespondenten in Russland. So war die AIK etwa Anfang der 1990er Jahre maßgeblich an der Ausarbeitung eines Gesetzes beteiligt, das ausländischen Korrespondenten in Russland Reisefreiheit gewährte und das dann von der Staatsduma angenommen wurde.

## Auszeichnungen
Am 27. März 1981 erhielt Elfie Siegl den Kurt-Magnus-Preis der ARD zur Förderung des Nachwuchses. Dotiert war dieser mit einer Summe von 5000 DM. Außerdem erhielt Siegl den erstmals verliehenen Journalistenpreis des Verbands der Deutschen Wirtschaft in der Russischen Föderation für herausragende Berichterstattung über Russland. Der Preis wurde am 15. Februar 1999 im Puschkin-Museum für Bildende Künste in Moskau übergeben. Durch den Preis sollte eine kompetente und auf gegenseitigem Verständnis beruhende Berichterstattung zwischen beiden Ländern gefördert werden.

## Publikationen
Während ihrer Arbeit als Wirtschaftskorrespondentin veröffentlichte Siegl mit dem Rotbuch-Verlag am ersten Januar 1997 ihr einziges Buch Russischer Bilderbogen: Reportagen aus einem unbegreiflichen Land.